# Martin Samuel Möckesch
Martin Samuel Möckesch (Oroszcsűr, 1813. november 11. – Nagyszeben, 1890) erdélyi szász evangélikus lelkész, író és műfordító.

## Élete
Apja, Johann Michael Möckesch, 65 éven át volt Oroszcsűr lelkésze, Friedrich nevű bátyja tanár és lelkész volt. A gimnáziumot 1835-ben végezte el Nagyszebenben, ezután 1836. október 12-éig tanító volt Keresztényszigeten. Tanulmányait Berlinben folytatta, majd hazatérve 1840 októberében elemi iskolai tanító lett Nagyszebenben, 1842-ben pedig az újonnan alakult ipariskola tanítója. 1835. március 5-én lelkésszé választották Bongárdon, 1850. március 11-én pedig Fogarason, 1856. április 24-én Nagyekemezőn, illetve 1864. január 8-án Márpodon. Bongárdon teljes erővel kiállt egy orgona beszerzése ügyében és erre a célra felajánlotta az 1846-ban megjelent Geistliche Lieder in walachischer Sprache című kötetének teljes bevételét. 1852. július 29-én Ferenc József császár arany szolgálati érdeméremmel  tüntette ki.
1870-ben kivándorolt Romániába, ahol Bukarestben nejével együtt német iskolát igazgatott, majd a román nyelv tanszékét vállalta el. Asztmája miatt fel kellett adnia tanári hivatását és 1878-79-ben a román vasutaknál vállalt tisztviselői munkát, majd a bukaresti rokkantak házának igazgatója volt. Egészsége nem javult, ezért 1886-ban visszatért Nagyszebenbe, és az evangélikus gimnáziumban és a hozzá kapcsolódó reáliskolában román nyelvet tanított. A nagyszebeni Ferencz József-polgárkórházban halt meg.
Lelkészi munkássága mellett Möckesch íróként is tevékenykedett: verseket, elbeszéléseket és nyelvészeti tanulmányokat írt. Kiemelkedő jelentőségre azonban műfordítóként tett szert: az erdélyi szászok között egyik elsőként foglalkozott a román és cigány lírával. 1846-ban a bongárti közösség használatára kiadta a román nyelvre fordított egyházi énekeket. Kéziratban maradt a románra fordított Jézus élete és a lutheránus kiskáté.

## Művei
- Die Pfarrkirche der Augs. Conf. Verwandten zu Hermannstadt. Hermannstadt, 1899. Kőnyom. képpel.
- Historiam aedis sacrae Parochiae Cibiniensis A. C. add. Composuit, nec non structurae genus, secundum quod aedes sacra exstructa, definivit… Hermannstadt, 1839.
- Geistliche Lieder in walachischer Sprache, 1846
- Romänische Dichtungen. Ins Deutsche übersetzt. Hermannstadt, 1851.
- Des höchsten Alters Loos. Eine siebenbürgisch-sächsische Erzählung. Hermannstadt, 1862.
- Beweise für die celtische Abstammung der Walachen oder Romänen, besonders derer, welche im Grossfürstenthume Siebenbürgen leben. Hermannstadt, 1867.
- Ernst und Schertz. Hermannstadt, 1869.
- Vor der Abfahrt. Erzählungen, Gedanken und Empfindungen in Verse gebracht. Hermannstadt, 1888.
- Heideblümchen. Zigeunerische Dichtungen und Sprichwörter ins Deutsche übersetzt. Kronstadt, …